# Mike Dean (trọng tài)
Michael Dean (sinh ngày 02 tháng 6 năm 1968) là một cựu trọng tài chuyên nghiệp người Anh.
Mike Dean từng bắt chính các trận đấu quan trọng: Siêu cúp Anh 2004, Chung kết Cúp FA 2008, Chung kết Cúp Liên đoàn Bóng đá Anh 2011.

## Scandal
Năm 2015, cổ động viên của Arsenal đã viết một lá đơn (với gần 100000 chữ ký trong 1 tuần) kêu gọi không phân công trọng tài Mike Dean bắt chính các trận đấu của Arsenal sau trận thua 0-2 trước Chelsea. Nguyên nhân là Dean đã rút thẻ đỏ oan cho Gabriel Paulista của Arsenal chỉ vì anh này nổi nóng sau khi bị Diego Costa hành hạ. Liên đoàn bóng đá Anh sau đó dã xóa thẻ cho Gabriel và cấm thi đấu với Costa 3 trận vì hành vi phi thể thao.
Ngày 03 tháng 1 năm 2017, trong trận đấu giữa West Ham và Man Utd ở Giải Ngoại hạng Anh, Mike Dean bị chỉ trích vì đã rút thẻ đỏ với Sofiane Feghouli ngay phút 15 sau pha va chạm với Phil Jones mặc dù chính Jones là người xoạc bóng trước và ngã lăn đau đớn. Man Utd sau đó thắng 2-0 với bàn thắng nâng tỷ số lên 2-0 của Ibrahimovic được cho là ở tư thế việt vị. Feghouli sau đó được xóa thẻ.
Ngày 02/4/2019 trong trận đấu giữa Wolves và Man Utd, chiếc thẻ đỏ mà Dean rút ra để truất quyền thi đấu Ashley Young là chiếc thẻ đỏ thứ 100 mà ông rút ra, giúp Mike Dean trở thành trọng tài đầu tiên trong lịch sử Giải Ngoại hạng Anh cán mốc 100 thẻ đỏ.
Tháng 2 năm 2021, Dean và gia đình đã phải hứng chịu những lời dọa giết từ các cổ động viên quá khích sau hai chiếc thẻ đỏ gây tranh cãi mà ông rút ra cho  Jan Bednarek của Southampton (trong trận thua kỉ lục của Southampton trước Man Utd) và Tomáš Souček của West Ham (trong trận hòa 0-0 với Fulham ngay sau đó). Hai chiếc thẻ đỏ này sau đó đã được Liên đoàn bóng đá Anh xóa.

## Thống kê
| Mùa bóng  | ST | Tổng | TB/1 trận | Tổng | TB/1 trận |
| --------- | -- | ---- | --------- | ---- | --------- |
| 1997–98   | 30 | 83   | 2.77      | 5    | 0.17      |
| 1998–99   | 38 | 96   | 2.53      | 4    | 0.11      |
| 1999–2000 | 39 | 90   | 2.31      | 10   | 0.26      |
| 2000–01   | 37 | 106  | 2.86      | 4    | 0.11      |
| 2001–02   | 35 | 108  | 3.09      | 8    | 0.23      |
| 2002–03   | 36 | 155  | 4.31      | 9    | 0.25      |
| 2003–04   | 38 | 98   | 2.58      | 9    | 0.24      |
| 2004–05   | 24 | 66   | 2.75      | 7    | 0.29      |
| 2005–06   | 41 | 134  | 3.27      | 10   | 0.24      |
| 2006–07   | 43 | 173  | 4.02      | 16   | 0.37      |
| 2007–08   | 45 | 154  | 3.42      | 10   | 0.22      |
| 2008–09   | 44 | 156  | 3.55      | 12   | 0.27      |
| 2009–10   | 43 | 148  | 3.44      | 7    | 0.16      |
| 2010–11   | 43 | 147  | 3.42      | 7    | 0.16      |
| 2011–12   | 43 | 146  | 3.40      | 5    | 0.12      |
| 2012–13   | 40 | 143  | 3.58      | 4    | 0.10      |
| 2013–14   | 38 | 131  | 3.45      | 7    | 0.18      |
| 2014–15   | 38 | 158  | 4.16      | 8    | 0.21      |
| 2015–16   | 41 | 136  | 3.31      | 12   | 0.29      |
| 2016–17   | 36 | 138  | 3.83      | 5    | 0.14      |
| 2017–18   | 25 | 93   | 3.72      | 3    | 0.12      |
| 2018–19   | 19 | 81   | 4.26      | 9    | 0.47      |

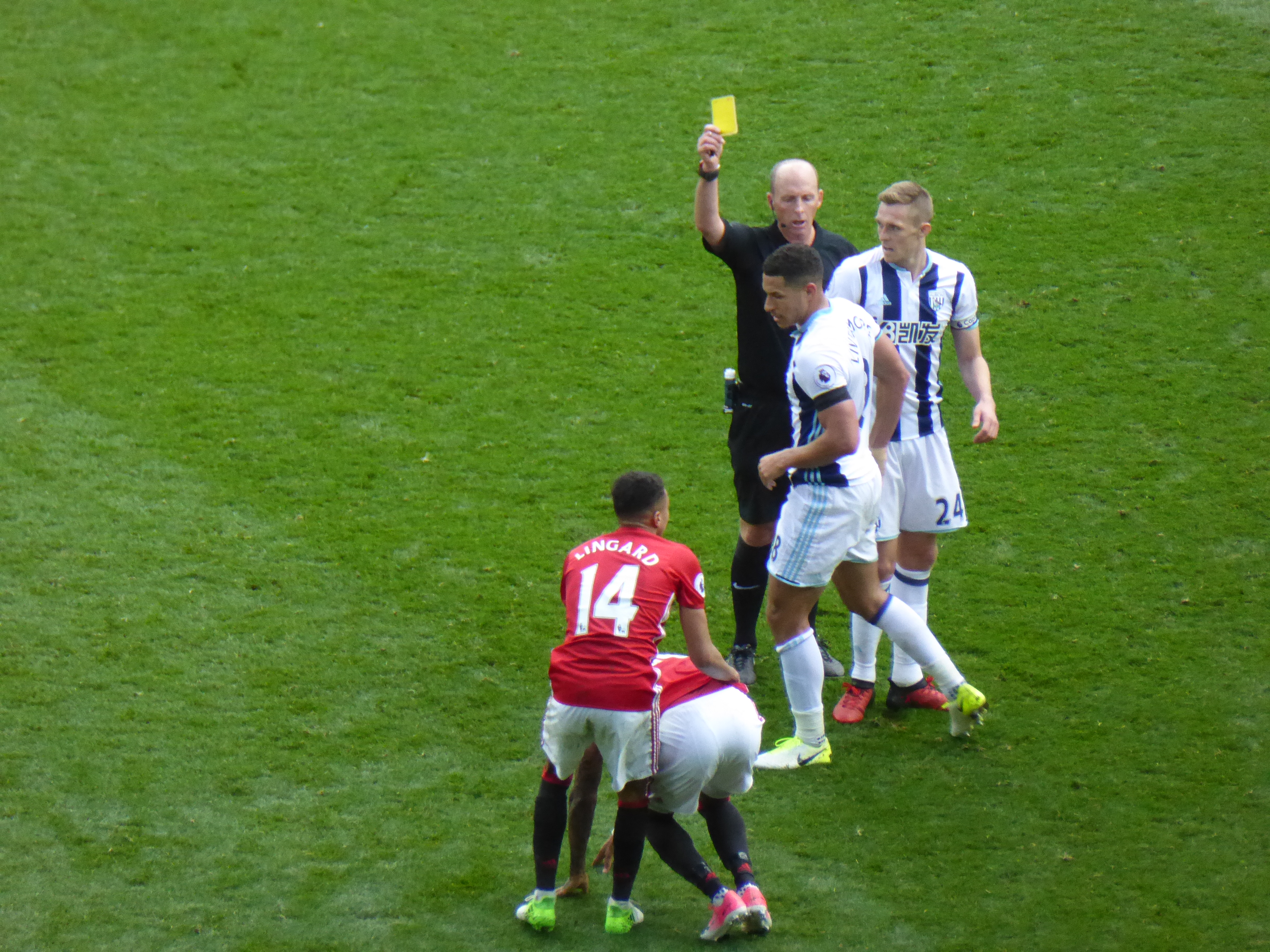
Mike Dean rút thẻ vàng trong trận đấu giữa Manchester United và West Bromwich Albion tháng 4 năm 2017.

Tính trên tất cả các giải, không có số liệu trước mùa 1997/1998 